# Pokémon Adventures
Pokémon Adventures (ポケットモンスター SPECIAL Poketto Monsutā Supesharu, "Pocket Monsters Special", ofte forkortet til Pokespe (ポケスペ / ポケSP)) er en japansk manga-serie baseret på Pokémon-franchisen skabt af spiludvikleren Satoshi Tajiri og styret af The Pokémon Company. Tajiri udtalte engang, at serien er det tætteste på hvordan han forestillede sig Pokémon-universet.
Serien er skrevet af Hidenori Kusaka. Mato var illustratør på de første ni bind. Da Mato blev syg og ikke længere i stand til at fortsætte med at illustrere serien, tog Satoshi Yamato over og har fortsat illustreret serien lige siden.
Pokémon Adventures er ikke udgivet på dansk, men er blevet oversat til Engelsk i USA af Viz Media. Per september 2023 er 61 bind blevet udgivet. Før Viz Media begyndte at udgive serien på engelsk i 2009, oversatte den Singaporeanske udgiver Chuang Yi Pokémon Adventures til Engelsk, hvilket de gjorde helt frem til bind 41, hvorefter de frivilligt indgik likvidation. Nu håndterer Shogakukan Asia serien i Singapore.

## Handling
Pokémon Adventures er delt ind i adskillelige sagaer, som typisk er baseret på de spil, som de har relation til. Til dags dato er der seksten forskellige sagaer, tolv af hvilke er færdigudgivet, og én som er delvist udgivet. Per februar 2023 er der blevet udgivet 64 bind af manga-serien.
Grundet en pause i serialiseringen af Black 2 & White 2-sagaen og at det tog mange år før disse blev udgivet i bind, blev X & Y samt efterfølgende sagaer af Pokémon Adventures separat samlet i mini-bind. Kapitlerne som er inkluderet i disse mini-bind var kun dem, som blev udgivet i CoroCoro Ichiban-magasinet. Efter at Black 2 & White 2-sagaen blev samlet i ordinære bind, blev efterfølgende sagaer også samlet i dette format.

### Red, Green & Blue
Den første historie omhandler Red, hovedpersonen, som får sit Pokédex af Professor Oak for at påbegynde sin Pokémon-rejse, samle Pokémon, og dyste mod styrkecenter-ledere for at indsamle 8 emblemer. Han møder senere sin rival Blue, som er Oaks barnebarn. Senere på sin rejse møder han svindleren Green, som sælger ham falske Pokémon-genstande. Hun har stjålet en Squirtle fra Oaks laboratorie, som hun så udviklede til en Wartortle.
Senere blev Oak kidnappet af Team Rocket for at skabe en Mewtwo, og Red, Green og Blue ankommer i til Saffron City for at bekæmpe Team Rocket Admins—Koga, Lt. Surge, and Sabrina. De formår at besejre Team Rocket og redde Oak. Det afsløres, at ved brug af 7 styrkecenter-emblemer, vil Articuno, Zepdos og Moltres smelte sammen, hvilket Green gør, men forbliver uvidende angående resultatet. Deres fusion resulterer i en Pokémon, der refereres til under navnet Zapmolcuno, som ligner de tre Legendariske Fugle smeltet sammen ved kroppen, men som bibeholder alle tre hoveder. Red, Green og Blue arbejder så sammen om at besejre og adskille fuglene igen. Efterfølgende drager Red til Indigo Plateau'et for at dyste mod sin rival, Blue, som har anskaffet sig 7 emblemer og sejrer mod det onde, biologiske våben Mewtwo samt Team Rockets leder, der også er Viridian-styrkecenteret's leder, Giovanni, på vejen. Green bliver konfronteret af Oak angående at hun stjal hans Pokémon, men også at han tilgiver hende. Red kæmper senere i mod Blue i Pokémonliga-mesterskabet, hvor an sejrer og får titlen som Pokémonliga-mester.

## References
1. ↑  "Pokémon Adventures Collector's Edition Volume 1 Review". Anime UK News. 26. april 2020. Hentet 27. april 2020.
2. ↑  "Pokémon Adventures Characters". Viz Media. Arkiveret fra originalen 22. juni 2000.
3. ↑  "Products." Shogakukan Asia. Retrieved on June 2, 2015.